# Rhibo Softball La Loggia
Il La Loggia Softball è una società sportiva di La Loggia. Nata nel 1970 come società di softball, la società è affiliata alla F.I.B.S. (Federazione Italiana Baseball Softball). Nella stagione 2013/2014, per ragioni di sponsorizzazione, la denominazione con cui è conosciuta è "Rhibo Softball La Loggia".

## Storia
Nasce nel 1970, dunque agli albori del softball in Italia, e milita nelle serie inferiori per lungo tempo. La promozione in Serie A2 risale al 2003 (nel 2006 e 2008 conquista anche la Coppa Italia di categoria), quella in A1 al 2009.
La crescita costante del sodalizio culmina con la storica conquista dello scudetto 2013, arrivata dopo aver battuto in finale le quotate avversaria del blasonato Bollate.
Nel 2014 arriva la doppietta vincendo sia lo Scudetto contro lo Specchiasol Bussolengo che la Premier European Cup a Montegranaro contro le ceche del Joudrs di Praga. L'anno seguente perse invece la finale continentale a Praga contro la stessa Bussolengo.

## Palmarès
- Campionati italiani: 2

2013, 2014
- Coppe dei Campioni: 1

2014
- Coppe Italia di Serie A2: 2

2006, 2008